# Timotej
Timotej, ängstimotej, Phleum pratense L., är ett av de mest allmänna ängsgräsen.

## Beskrivning

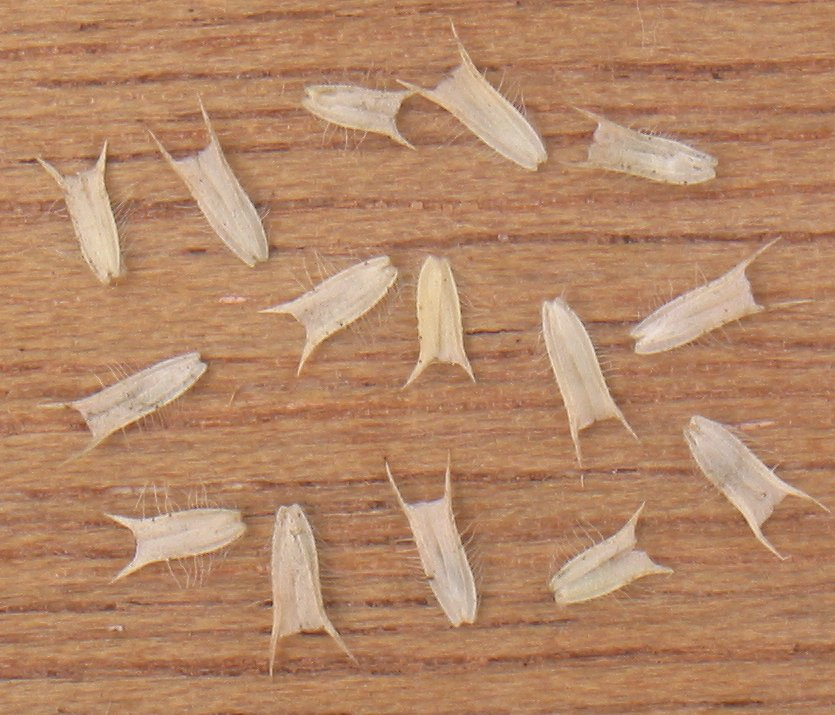
"Timotejfrön"
Egentligen nötter, eftersom de är omgivna av ett tunt skal

Timotej får snabbt ett mycket styvt och segt strå. Blommande timotej träffar man på odlade ställen från högsommaren till långt in på senhösten. Dess blomställning är en mycket tät, axlikt hopdragen, cylindrisk vippa, som till form och storlek liknar ängskavlens, men kännes sträv av de små styva borst, som bildas av tomfjällens utdragna uddar; ängskavlens vippa är däremot mycket len för känseln. Särskilt på torr och hård mark har timotejen vid stråets bas en hård, rund uppsvällning, som är ett gott igenkänningstecken på denna växt, – en knölstamsbildning, som innehåller näringsförråd av egendomligt slag, bl a phlein, en kondensationsprodukt av fruktsocker.

## Biotop
Timotej kan odlas på många olika jordmåner: torr och fuktig, lerig och sandig mark, men helst inte alltför torrt. Stamknölen utvecklas emellertid starkast på torrare lokaler.

## Habitat
Timotej finns i nästan hela Europa, norra Asien och Nordamerika, och odlas numera som foder i alla tempererade länder i lika stor skala som sädesslagen.
Finns förvildad på ängar, dikeskanter och på betesmark.
Från England importerade Bengt Bergius 1765 timotejfrön, som han då trodde var en nyhet för Sverige. Emellertid överraskades han efter skörden av att det var samma art som den i Sverige redan kända ängskampen. Man har senare kommit fram till att timotej/ängskampe rent av kunnat vara ursprunglig i södra Sverige. Enligt uppgift skall det varit den på 1700-talet utvandrade svensken Timothy Hansson som började odla frön han tagit med sig vid utvandringen. Odlingen fördes sedan över via England till Sverige, där beställaren efter odling kunde konstatera att det omtalade timothygräset var den vanliga ängskampen.
Timotejodling finns nämnd i Dalarna sedan mitten på 1700-talet.
Förvildad timotej kan finnas på betesmark, ängar och dikeskanter, alltifrån Skåne till södra Lappland.

### Utbredningskartor
- Norden [2]
- Norra halvklotet [3]

## Användning
Sådd kan ske både på våren och hösten. Nedmyllning behövs ej nödvändigtvis, men vältning kan vara fördelaktigt. Ofta blandas med klöver och andra gräs, t.ex. engelskt rajgräs. Mer än 4 à 5 år i följd bör man inte så timotej på samma mark, eftersom skörden minskar efter hand p.g.a. att jordens näringsämnen förbrukas. Därefter kan marken läggas i träda, eller efter gödsling besås med andra växtslag. (Växelbruk.)
Timotej är en utmärkt foderväxt, som odlas i stor utsträckning. Slåtter måste ske tidigt, då annars strået blir alltför hårt och mindre värdefullt som foder. Efter slåtter eller avbetning utvecklas mest strån, med eller utan vippa, men inga blad. Därför är timotej mindre lämpligt på betesvallar. Dessutom drar djuren gärna upp timotejen inklusive rötterna, vilket försämrar återväxt till följande år.

## Etymologi
- Ursprungliga namn i Sverige var ängskampe och kampegräs, men det övergavs ganska snart till förmån för lånordet Timoteus-gräs av "Timothy grass", efter en nordamerikansk lantbrukare, Timothy Hanson från Carolina-provinsen, som i mitten av 1700-talet odlade denna växt till foder.
- Phleum, kommer av ett grekiskt ord med betydelsen "svälla upp" m m; torde syfta på den uppsvällda stråbasen.

## Bygdemål
| Namn        | Trakt              | Förklaring                                                      | Referens |
| ----------- | ------------------ | --------------------------------------------------------------- | -------- |
|             |                    |                                                                 |          |
| Kampegräs   |                    | Äldre svenskt namn                                              | [ 4 ]    |
| Knupptåðå   | Dalarna (Älvdalen) | ð = tonande d (eth)                                             | [ 5 ]    |
| Timotejgräs |                    | Försvenskning av Timothey grass; blev senare i kortform timotej |          |
| Ängskampe   |                    | Äldre svenskt namn                                              | [ 4 ]    |